# Bão Kai-tak (2017)
Bão Kai-tak (Philippines: Bão Urduja) (Việt Nam: Cơn bão số 15) là một cơn bão nhiệt đới, trong mùa bão ở Thái Bình Dương năm 2017. Cơn bão số 15 hay Urduja.

## Cấp bão
Cấp bão (Việt Nam): Cấp 8 – Bão nhiệt đới
Cấp bão (Nhật Bản): 40kts – Bão nhiệt đới, áp suất 996 hPa (mbar)
Cấp bão (Hoa Kỳ - Mỹ): 50kts – Bão nhiệt đới
Cấp bão (Hồng Kông - Trung Quốc): 85 km/h (23 m/s) – Bão nhiệt đới
Cấp bão (Philipines): Bão nhiệt đới

## Lịch sử khí tượng
Vào ngày 10 tháng 12 một dãy hội tụ nhiệt đới về Philippines. 11 tháng 12 dãy này là một ấp thấp nhiệt đới ở Mindanao. Đến ngày 12 tháng 12 là Bão nhiệt đới là Kai-Tak

## Tác động
Hơn 30 người đã thiệt mạng và nhiều người khác đã mất tích sau khi một cơn bão nhiệt đới đang di chuyển mạnh đã gây ra lũ lụt và sạt lở đất ở miền trung Philippines
Hàng ngàn du khách nghỉ lễ Giáng sinh bị mắc kẹt, và 89.000 người buộc phải trốn đến các khu trú ẩn khẩn cấp vì bão nhiệt đới Kai-Tak, theo các báo cáo địa phương
Sofronio Dacillo Jr., một sĩ quan phản ứng về thiên tai, nói với The Associated Press rằng vụ lở đất ở tỉnh đảo Biliran đã làm chết hàng chục người dân làng và để lại những người khác mất tích sau khi cơn bão thổi vào thứ bảy